# Рзаев, Эльчин Адиль оглы
Эльчин Адиль оглы Рзаев (азерб. Elçin Adil oğlu Rzayev) — глава исполнительной власти Имишлинского района (с 2020).

## Биография
Являлся начальником отдела по работе с органами территориального управления и местного самоуправления исполнительной власти Ясамальского района.
Являлся начальником отдела государственных предприятий и управления имуществом Государственного комитета по имущественным вопросам Азербайджана.
С 20 июня 2018 года являлся первым заместителем главы исполнительной власти Ясамальского района.
Глава исполнительной власти Имишлинского района (с 21 мая 2020).